# Ратарство
Ратарство је грана земљорадње која се бави узгојем и производњом биљака на ораницама. Најразвијеније је у умереним ширинама и у аграрним областима.
Може се поделити на:
- производњу жита (пшеница, јечам, овас, раж, кукуруз, хељда, пиринач, просо)
- производњу индустријског биља (кикирики, уљана репица, конопља, соја, памук, сунцокрет, хмељ, лан, дуван)
- производњу крмног биља (репа, кељ, вијук, љуљ, луцерка, детелина)
- повртарство

Обрада земљшита је сваки механички захват у подсфери разним оруђима, а изводи се: ручно, запрежно и машински. Обрада земљишта има следеће циљеве и задатке:
- стварање антропогеног (културног слоја) земљишта
- стварање повољних водо-ваздушних односа
- уништавање биљног покривача
- уношење ђубрива у земљиште
- кориговање климе (акумулација, конзервација, одводњавање воде)
- поправљање физичког, хемијског и биолошког комплекса земљишта
- уништавање земљишних штеточина и семена корова.

Обрада земљишта се може поделити на:
- Основна обрада (орање, риголовање, дубинско рахљање, специјални начини)
- Допунска обрада (бранање, дрљање, култивирање, ваљање, фрезовање).

## Историја
Орање се прво обављало људским радом, понекад укључујући и робове. Папкари би такође могли да се користе за обраду земље гажењем, поред свиња, чији су природни инстинкти да редовно рију земљу ако им се то дозволи. Затим је измишљен дрвени плуг. Могао је да се вуче људским радом или мазгом, волом, слоном, воденим биволом или сличним чврстим животињама. Коњи су генерално неприкладни, иако су расе као што је Клајдсдејл узгајане као теглеће животиње.
Обрада може понекад бити веома радно интензивна. Овај аспект се разматра у француском агрономском тексту из 16. века који је написао Шарл Естијен:
Сирово, грубо и жилаво тло је тешко обрадити, и неће родити зрно, нити било шта друго без великог труда, без обзира на то да су годишња доба умерена у влази и сувоћи ... морате га изузетно добро обрађивати, дрљати и често га гнојите великим залихама балеге, тако да ћете га побољшати ... али посебно желите да се не заливају кишом, јер им је вода добра као отров.
Популарност обраде тла као пољопривредне технике у раном модерном добу имала је везе са теоријама о биологији биљака које су предложили европски мислиоци. Године 1731, енглески писац Џетро Тал објавио је књигу „Ратарство на коњску вучу: Есеј о принципима вегетације и обраде тла”, у којој је тврдио да је тло потребно уситнити у фини прах како би биљке могле да га користе. Тал је веровао да, пошто вода, ваздух и топлота очигледно нису примарна супстанца биљке, биљке су направљене од земље, те су стога морале да конзумирају веома мале комаде земље као храну. Тул је писао да би свака наредна обрада земље повећала њену плодност, и да је немогуће превише обрађивати земљу. Међутим, научно разматрање је показало да је супротно; обрада доводи до тога да земљиште губи структурне квалитете који омогућавају корену биљака, води и хранљивим материјама да продру у њега, убрзава губитак земљишта ерозијом и резултира сабијањем земљишта.
Челични плуг је омогућио пољопривреду на америчком Средњем западу, где су жилаве преријске траве и стене стварале проблеме. Убрзо након 1900. године уведен је пољопривредни трактор, који је омогућио савремену пољопривреду великих размера. Међутим, уништавање преријских трава и обрада плодног горњег слоја земље америчког Средњег запада изазвали су прашину, појаву у којој је тло развејано и узбуркано у олује прашине које су зацрниле небо. Ово је подстакло поновно разматрање техника обраде земљишта, мада је у Сједињеним Државама, према подацима из 2019. године три трилиона фунти земљишта је и даље изгубљено због ерозије, и адаптација побољшаних техника још увек није широко распрострањена.

## Типови земљишта

### Основна обрада земљишта
Задатак основне обраде је да захвати масу земљишта до одређене дубине у којој ће се формирати главна маса кореновог система гајене биљке и део који ће примити семе и осигурати активирање биолошких процеса (клијање и ницање). У основну обраду земљишта убрајамо: орање, риголовање, дубинско рахљење и специјалне начине у које се убраја и третирање земљишта експлозивом.

#### Орање
Орање је најзаступљенији начин основне обраде земљишта. Орањем се ствара дубок, растресит слој земљишта у који се полаже семе и укорењава биљка. Обавља се плугом. Најзаступљенији су раонични плугови, а у употреби су дискосни, ротациони, вибрациони и неки други плугови. Главни циљеви који се постижу радом раоничног плуга су:
- Превртање земљишта
- Ситњење земљишта
- Мешање земљишта

#### Риголовање
Риголовање је посебан начин дубоког орања, где се врши растресање, дробљење и премештање земљишних хоризоната на дубини од 60 cm до 100 cm и више. Риголовање се обавља специјалним плугом са једним плужним телом великих димензија, при чему је потребна велика снага трактора. Циљ је да се површински плоднији слој земљишта заједно са минералним и органским ђубривима премести дубље, тамо где ће се образовати највећа маса корена будућих биљака. Примењује се углавном код заснивања вишегодишњих воћних врста или за хмељ и луцерку.

#### Специјални начини основне обраде
Специјални начини обраде земљишта имају углавном мелиоративни карактер. Овакве мере су врло скупе, па имају карактер инвестиције. Користе се следеће мере као специјални начини обраде:
- Избацивање песка
- Мешање хоризоната
- Примена експлозива

### Допунска обрада земљишта
Допунском обрадом се равна, уситњава и растреса плитак површински слој, смањује се евапорација, побољшавају водно-ваздушне и топлотне особине, а тиме и биолошко сазревање земљишта, уништавају се корови и уносе и мешају са земљиштем минерална ђубрива и пестициди. У зависности од временског размака између основне обраде и сетве допунска обрада може представљати или предсетвену припрему земљишта или заштитну обраду (негу основне обраде). За допунску обраду се користе различита оруђа: брана, дрљача, тањирача, ротоситнилица, рото дрљача, ваљци, култиватори и комбинована оруђа. Површинска (допунска) обрада се може вршити у односу на време од основне обраде:
- Истовремено или непосредно иза основне обраде
- Са већим временским размаком од основне обраде

#### Бранање
Брана је једноставно оруђе израђено од неколико паралелно постављених дрвених или металних гредица које су међусобно спојене флексибилном везом (ланцима). Рад бране се огледа у плитком изравнавању површинског растреситог слоја земљишта од 3 cm до 5 cm дубине. Бранањем се на површини земљишта ломи танка покорица, смањује се евапорација, земљиште се загрева, ситни, а површина поравнава, активирају се микроорганизми, а корови се провоцирају и активирају на ницање. Брана се користи на лакшим, структурним и незакоровљеним земљиштима, рано у пролеће.

#### Дрљање
Дрљача је оруђе које се састоји из рама за који су везани, на врху заоштрени, зуби. Рам са зубима се назива крило. Дрљача се састоји од више крила. Најчешће су трокрилне или четворокрилне, а по начину дизања готово искључиво ношене. Дрљањем се разбија покорица, стварају се повољни услови за аерацију што побољшава топлотне особине и дисање земљишта. Дрљање се може изводити у свим смеровима: уздуж бразде, дијагонално, управно на бразде и цик-цак.

#### Тањирање
Радни органи код тањираче су дискови (тањири), који могу бити пуног или изрезаног обода, а раде на принципу ротације, поређани су на полуосовини. Према конструкцији, тањираче се деле на: једноструке (две полуосовине) и двоструке (четири полуосовине). Једноструке тањираче су ношене, а двоструке су вучене или полуношене. Радни органи тањираче продиру у земљиште од 10 cm до 15 cm, а максимално до 20 cm. Тањираче веома ефикасно мешају земљиште са минералним ђубривима. Mогу се користити и за разбијање травног покривача на травњацима пре орања. Тањирање не сме бити последњи захват обраде, пошто иза тањираче површина остаје гребенаста, зато после тањирања земљиште се мора поравнати дрљачом.

#### Култивирање
Култивирањем се земљиште интезивније растреса и ситни, односно меша унутар бразде, али се слој захваћен обрадом не окреће. Култивирање је ефикасан начин механичког уништавања корова. Култиваторима је слабо изражено мешање минералних ђубрива и земљишта. Култивација може да буде прва операција на лакшим земљиштима и у ариднијем климату. Дубина култивирања се креће од 5 cm до 30 cm, а у просеку 10 cm до 15 cm. Просечна радна брзина је 7 km/h.